# James W. Gazlay
James William Gazlay (* 23. Juli 1784 in New York City, New York; † 8. Juni 1874 in Cincinnati, Ohio) war ein US-amerikanischer Politiker der Demokratisch-Republikanischen Partei. Von 1823 bis 1825 war er Mitglied des Repräsentantenhauses der Vereinigten Staaten für den 1. Kongressdistrikt des Bundesstaates Ohio.

## Biografie
James William Gazlay wurde in New York City geboren. Als kleiner Junge zog er 1789 mit seinen Eltern in das Dutchess County in New York. Nach dem Schulbesuch studierte er Recht an der Adelphi University in Poughkeepsie. 1809 wurde er als Rechtsanwalt zugelassen. Er praktizierte daraufhin in Poughkeepsie. 1813 zog er nach Cincinnati um und war dort weiterhin als Rechtsanwalt tätig.
Als Vertreter der Demokratisch-Republikanischen Partei war er von 1823 bis 1825 Vertreter des 1. Distrikts von Ohio im US-Repräsentantenhaus. Er wurde 1824 nicht wieder gewählt. 1826 und 1827 war er für die wöchentlich erscheinende Zeitung Western Tiller tätig. Bis zu seinem Tod 1874 war er wieder als Rechtsanwalt in Cincinnati tätig. Er wurde auf dem Spring Grove Cemetery in Cincinnati beigesetzt.
Gazlay war mit Rebecca verheiratet und Vater dreier Kinder.